# Knäred
Knäred  ist eine Ortschaft (tätort) in der schwedischen Gemeinde Laholm, die zur Provinz Hallands län gehört. Knäred liegt etwa 20 km östlich des Hauptortes der Gemeinde, der kleinen Stadt Laholm, und hat gut 1200 Einwohner (Stand 2015).
In der 1854 errichteten Kirche des Ortes befinden sich die Glocken und das Kruzifix einer mittelalterlichen Kirche, die an gleicher Stelle stand.
Der Fluss Lagan hat bei Knäred mehrere bedeutende Stromschnellen mit Wasserkraftwerken, die in früherer Zeit sowohl Südschweden als auch das dänische Seeland mit Elektrizität versorgten. Mit 32 Metern hat die vom Ort flussabwärts gelegene Stromschnelle Karseforsen die größte Fallhöhe.

## Frieden von Knäred
Am 20. Januar 1613 wurde im Ort ein Friedensvertrag zwischen Dänemark und Schweden unterzeichnet, der den Kalmarkrieg beendete. Schweden musste eine Million Reichstaler – verteilt auf sechs Jahre – zahlen, um die Festung Älvsborg behalten zu können. Im nahe gelegenen Ort Sjöared gibt es einen Gedenkstein zu diesem Friedensvertrag.